# Ingeae
Tribu
Classification phylogénétique
Les Ingeae sont une tribu de plantes à fleurs dicotylédones de la famille des Fabaceae, sous-famille des Mimosoideae, originaire des régions tropicales et subtropicales du monde, qui comprend 36 genres et environ 1000 espèces.
Le genre-type est Inga.

## Liste des genres
Selon NCBI (31 juillet 2018) :
- Abarema Pittier, 1927
- Afrocalliandra E.R.Souza & L.P.Queiroz, 2013
- Albizia Durazz., 1772
- Archidendron F.Muell.
- Archidendropsis I.C.Nielsen
- Balizia Barneby & J.W.Grimes, 1996
- Blanchetiodendron Barneby & J.W.Grimes, 1996
- Calliandra Benth.
- Cathormion
- Cedrelinga
- Chloroleucon (Benth.) Britton & Rose
- Cojoba Britton & Rose
- Ebenopsis Britton & Rose
- Enterolobium Mart.
- Faidherbia A.Chev., 1934
- Falcataria (I.C.Nielsen) Barneby & J.W.Grimes, 1996
- Havardia Small
- Hesperalbizia Barneby & J.W.Grime
- Hydrochorea Barneby & J.W.Grimes
- Inga Mill., 1754
- Leucochloron Barneby & J.W.Grimes
- Lysiloma Benth.
- Macrosamanea Britton & Rose ex Britton & Killip, 1936
- Painteria Britton & Rose, 1928
- Pararchidendron I.C.Nielsen
- Paraserianthes I.C.Nielsen
- Pithecellobium Mart.
- Pseudosamanea
- Robrichia (Barneby & J.W. Grimes) A.R.M. Luz & É.R. Souza 2022[4]
- Samanea (Benth.) Merr.
- Serianthes Benth., 1844
- Sphinga Barneby & J.W.Grimes, 1996
- Thailentadopsis Kosterm.
- Viguieranthus Villiers
- Wallaceodendron Koord.
- Zapoteca H.M.Hern., 1987
- Zygia P.Browne